# Граєво (гміна)
Гміна Граєво (пол. Gmina Grajewo) — сільська гміна у східній Польщі. Належить до Граєвського повіту Підляського воєводства.
Станом на 31 грудня 2011 у гміні проживало 6041 особа.

## Територія
Згідно з даними за 2007 рік площа гміни становила 308.13 км², у тому числі:
- орні землі: 62.00%
- ліси: 30.00%

Таким чином, площа гміни становить 31.86% площі повіту.

## Населення
Станом на 31 грудня 2011:
| Опис     | Загалом | Загалом | Чоловіки | Чоловіки | Жінки | Жінки |
| -------- | ------- | ------- | -------- | -------- | ----- | ----- |
| одиниця  | осіб    | %       | осіб     | %        | осіб  | %     |
| все      | 6041    | 100     | 3080     | 50.98    | 2961  | 49.02 |
| міське   | 0       | 100     | 0        |          | 0     |       |
| сільське | 6041    | 100     | 3080     | 50.98    | 2961  | 49.02 |

## Сусідні гміни
Гміна Граєво межує з такими гмінами: Вонсош, Ґоньондз, Просткі, Радзілув, Райґруд, Щучин.